# Eugeny Kenig

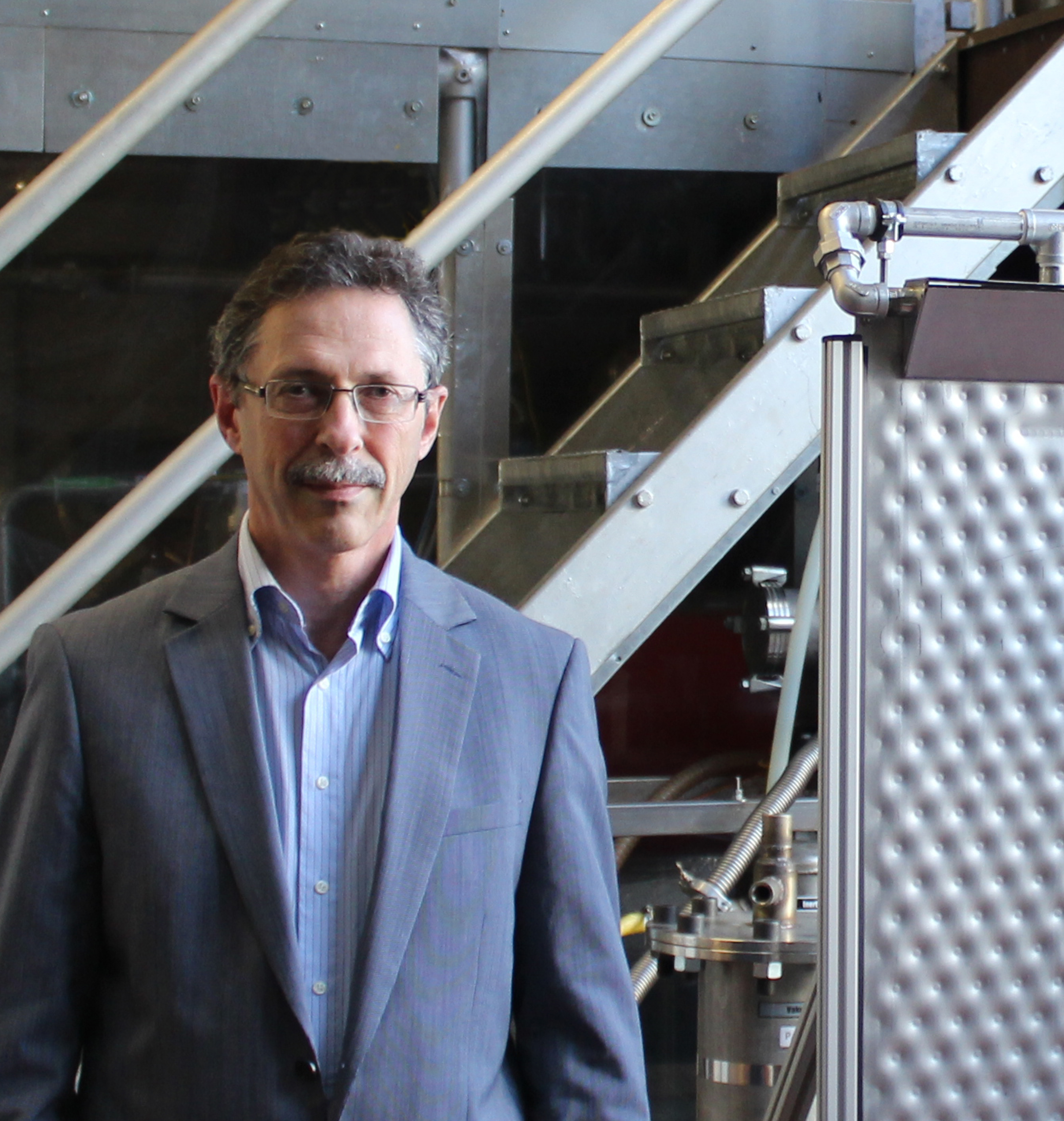
Eugeny Kenig

Eugeny Kenig (* 25. April 1957 in Moskau, Sowjetunion) ist ein russisch-deutscher Verfahrenstechniker. Er war bis zu seiner Emeritierung im Jahr 2023 Professor für Fluidverfahrenstechnik an der Fakultät Maschinenbau der Universität Paderborn.

## Werdegang
Eugeny Kenig besuchte von 1964 bis 1966 eine Grundschule in Moskau und anschließend bis 1974 das Gymnasium Nr. 625, wo er die Allgemeine Hochschulreife erlangte.
1974 begann er mit einem Studium der angewandten Mathematik an der Gubkin-Universität für Erdöl und Gas in Moskau. Fünf Jahre später schloss er dieses als Diplomingenieur und -Mathematiker mit Auszeichnung ab. Anschließend arbeitete er von 1979 bis 1994 als wissenschaftlicher Mitarbeiter an der Russischen Akademie der Wissenschaften am Kurnakow Institut für Allgemeine und Anorganische Chemie in Moskau. Dort promovierte er 1985 über Wärme- und Stoffübertragung in Rektifikation und Absorption von Zwei- und Vielkomponentengemischen. 
Nach 1994 war Kenig Alexander von Humboldt-Stipendiat und arbeitete im Zuge dessen als Gastwissenschaftler am Lehrstuhl für Thermische Verfahrenstechnik der Technischen Universität Dortmund. Dort nahm er 1995–1998 eine dreijährige Tätigkeit als wissenschaftlicher Mitarbeiter auf. 1998 arbeitete Eugeny Kenig als Entwicklungsingenieur bei der BASF AG in Ludwigshafen. Anschließend nahm er bis 2000 eine Tätigkeit als wissenschaftlicher Mitarbeiter an der Universität Essen auf. Eugeny Kenig habilitierte im Dezember 1999 am Fachbereich Chemietechnik der Universität Dortmund (Habilitationsschrift: „Modeling of Multicomponent Mass Transfer in Separation of Fluid Mixtures“) und erlangte die Lehrberechtigung für das Fachgebiet „Thermische Verfahrenstechnik“. 
Von 2000 bis 2006 arbeitete er als Privatdozent am Lehrstuhl für Thermische Verfahrenstechnik der Technischen Universität Dortmund, seit 2006 als außerplanmäßiger Professor. 2008 nahm er den Ruf an die Universität Paderborn als Leiter des Lehrstuhls für Fluidverfahrenstechnik an, wo er bis heute arbeitet. Zuvor lehnte er 2004 einen Ruf der BTU Cottbus und 2008 einen Ruf der Universität Karlsruhe (TH) ab. Seit 2010 ist er ebenfalls apl. Professor an der Gubkin-Universität für Erdöl und Gas.
Eugeny Kenig ist verheiratet und hat ein Kind.

## Forschungsgegenstand
Kenig entwickelte den Ansatz der Hydrodynamischen Analogien zur Modellierung von thermischen Trennapparaten. Dabei wird die komplexe Hydrodynamik innerhalb eines Apparates durch die Kombination einfacher Strömungsformen dargestellt. Dieser Ansatz ist Bestandteil des Konzepts der komplementären Modellierung, das ebenfalls von Kenig ins Leben gerufen wurde. Es basiert auf einer effizienten Kombination verschiedener Ansätze unterschiedlicher Modellierungstiefe. Den Schwerpunkt seiner Forschungsaktivitäten stellt die Untersuchung nicht-reaktiver und reaktiver Trennapparate und insbesondere ihrer Einbauten dar. Darüber hinaus werden innovative Entwicklungen zur Prozessintensivierung erforscht, z. B. energieintegrierte Apparate und Mikrostrukturapparate. Weiterhin werden energieeffiziente Wärmeübertrager, Verdampfer und Kondensatoren untersucht und optimiert. Für ein präziseres Prozessverständnis werden detaillierte Untersuchungen elementarer Transportphänomene in unterschiedlichen Systemen (z. B. Extraktion, Destillation, Verdampfung, Kondensation) vorgenommen. Kenig gehört zu den Gründern des Kompetenzzentrums für nachhaltige Energietechnik (KET) an der Universität Paderborn und ist Vorsitzender des KET-Vorstands.

## Ehrungen und Funktionen
Eugeny Kenig war von 2004 bis 2007 Koordinator des EU-Projektes „Integrating separation and reaction technologies“ (INSERT, NMP2-CT-2003-505862) – 14 Partner, 8 Länder.
Er ist Mitglied in der ProcessNet-Fachgruppe „CFD“ (2008), der ProcessNet-Fachgruppe „Fluidverfahrenstechnik“ (2011) und der ProcessNet-Fachgruppe „Wärme- und Stoffübertragung“ (2015) und war Mitglied im „European Research Network for Sustainable Technologies“ (ERNST) (1999–2001).
Von 2011 bis 2015 war er Mitglied des Senats der Universität Paderborn. Er versieht die Reviewertätigkeit für über 25 internationale Fachzeitschriften und ist Mitglied des Editorial Boards der Zeitschriften „Chemical Product and Process Modeling“ (De Gruyter), „Chemical Papers“ (Springer) und „Chemical Engineering Transactions“ (AIDIC).
1993 erhielt er den Preis der Soros-Stiftung, USA und 1994 ein Humboldt-Stipendium an der Universität Dortmund.
2005 erhielt er den Alkyl Amines Padma Bhushan Professor B D Tilak Chemcon Distinguished Speaker Award des Indian Institute of Chemical Engineers (Indien) und 2006 ein Golden Jubilee Visiting Fellowship, der University of Mumbai, Institute of Chemical Technology (Indien).

## Monografien und Buchkapitel
- Kenig, E.Y. and Blagov, S. Modeling of Distillation Processes, In: Distillation: Fundamentals and Principles (Eds. A. Górak & E. Sorensen), London a.o.: Elsevier, 2014[2]
- Kenig, E.Y. A Framework for the Modeling of Reactive Separations, In: Process Systems Engineering: Vol. 7 Dynamic Process Modeling (Eds. J. R. Banga, M. C. Georgiadis & E. N. Pistikopoulos), Weinheim: Wiley-VCH, 2010[3]
- Kenig, E.Y. and Górak, A. Modeling of Reactive Distillation, In: Modeling of Process Intensification (Ed. F. Keil), Weinheim: Wiley-VCH, 2007[4]
- Richter, J., Górak, A. and Kenig, E.Y. Catalytic Distillation, In: Integrated Reaction and Separation Operations. Modelling and experimental Validation (Eds. H. Schmidt-Traub & A. Górak), Berlin: Springer, 2006[5]
- Kenig, E.Y. and Górak, A. Reactive Absorption, In: Integrated Chemical Processes (Eds. K. Sundmacher, A. Kienle & A. Seidel-Morgenstern), Weinheim: Wiley-VCH, 2005[6]

## Übersichtsartikel
- Kenig, E.Y., Su, Y., Lautenschleger, A., Chasanis, P. and Grünewald, M.: Micro-separation of fluid systems: A state-of-the-art review, In: Separation and Purification Technology 120: 245-264, 2013[7]
- Yildirim, Ö., Kiss, A.A., Hüser, N., Leßmann, K. and Kenig, E.Y.: Reactive absorption in chemical process industry: A review on current activities, In: Chemical Engineering Journal 213: 371-391, 2012[8]
- Yildirim, Ö., Kiss, A.A. and Kenig, E.Y.: Dividing-wall columns in chemical process industry: A review on current activities, In: Separation & Purification Technology 80: 403-417, 2011[9]
- Vaidya, P.D. and Kenig, E.Y.: Termolecular kinetic model for CO2 – alkanolamine reactions: An overview, In: Chemical Engineering & Technology 33: 1577–1581, 2010[10]
- Chasanis, P., Kern, J., Grünewald, M. and Kenig, E.Y.: Mikrotrenntechnik: Entwicklungsstand und Perspektiven, In: Chemie Ingenieur Technik 82: 215-228, 2010[11]
- Vaidya, P.D. and Kenig, E.Y.: Kinetics of carbonyl sulfide reaction with alkanolamines: A review, In: Chemical Engineering Journal 148: 207-211, 2009[12]
- Kenig, E.Y.: Advanced modeling of reactive separation units with structured packings, In: Chemical Product and Process Modeling 2: 1-30, 2007[13]
- Vaidya, P.D. and Kenig, E.Y.: CO2 – alkanolamine reaction kinetics: A review on recent studies, In: Chemical Engineering & Technology 30: 1467–1474, 2007[14]
- Vaidya, P.D. and Kenig, E.Y.: Gas-liquid reaction kinetics: A review of determination methods, In: Chemical Engineering Communications 194: 1543–1565, 2007[15]

## Veröffentlichungen und Patente
Ca. 400 Veröffentlichungen und Patente stammen von Eugeny Kenig.